# 西馬隆 (科羅拉多州)
西馬隆（英語：Cimarron）是位於美國科羅拉多州蒙特羅斯縣的一個非建制地區。該地的面積和人口皆未知。

## 地理
西馬隆的座標為38°26′30″N 107°33′22″W / 38.44167°N 107.55611°W，而該地的平均海拔高度為2102米（即6896英尺）。